# Agenor (hijo de Pleurón)
Agenor (en griego antiguo: Ἀγήνωρ) fue hijo de Pleurón y Jantipa y nieto de  Etolo. Epicaste, la hija de Calidón, fue madre con él de Partaón y Demonice. Según Pausanias,  Testio, el padre de Leda, es también hijo de este Agenor.